# Bill Berg
Pour les articles homonymes, voir Berg.
Bill Berg (aussi connu comme William Berg), né en 1917, et mort en 2002 (à 84 ans), est un auteur et dessinateur de Walt Disney Pictures.

## Biographie
Bill Berg est né le 11 septembre 1917 à Tacoma dans l'État de Washington, aux États-Unis. Il fait ses études à la Chouinard Art Institute à Los Angeles. En 1938, il rejoint les studios de Disney en tant que stagiaire. Il devient par la suite animateur adjoint avant d'entrer, en 1943, dans le service des scénarios.
Il commence alors à écrire et à dessiner les courts dessins animés de Donald Duck. Il a écrit plusieurs Mickey Mouse Club et Le Monde merveilleux de Disney et a écrit les films éducatifs de Jiminy Cricket tels que Comment attraper froid. Ces derniers ont été présentés dans des écoles élémentaires. Il contribua aussi à Donald au pays des mathémagiques qui fut nommé aux Academy Awards (les Oscars).
Avant de prendre sa retraite en 1988, il écrit et dessine la bande dessinée Scamp, qui est apparue dans plus de 400 journaux à travers le monde.
La Petite Sirène (1989) fut le dernier Disney dans lequel son nom apparaît au générique.
Berg meurt d'une pneumonie le 2 mars 2002 à San Juan Capistrano, Californie,.

## Œuvres
Liste non exhaustive :
- 1949 Honey Harvester (Le Miel de Donald)[6]
- 1951 Donald Duck: Out of Scale[7]
- 1951 Donald Duck — Bee On Guard[8]
- 1958 Disneyland: Four Tales on a Mouse
- 1958 Disneyland: Donald's Weekend
- 1959 Donald in Mathmagic Land[9]
- 1960 Disneyland: Donald's Silver Anniversary
- 1960 Disneyland: The Mad Hermit of Chimney Butte
- 1961 Wonderful World of Color: The Hunting Instinct[10]
- 1961 Wonderful World of Color: An Adventure in Color and Donald in Mathmagic Land[10]
- 1977 Return from Witch Mountain[11]
- 1988 The Art of Disney Animation
- 1989 La Petite Sirène